# Tatyana Andryushina
Tatyana Andryushina (en russe, Татьяна Сергеевна Андрюшина, née le 26 juin 1990) est une escrimeuse russe, spécialiste de l'épée.

## Palmarès

### Championnats du monde
- 2013 à Budapest (Hongrie)
  -  Médaille d'or en épée par équipes